# Kvantor (nyelvészet)
A kvantor egy átfogó nyelvtani kategória, mely alatt azokat a szavakat értjük, amelyek valaminek a mennyiségét, számát, mértékét, fokozatát fejezik ki.
Szófajilag ezek lehetnek névmások (pl. minden, mindenki, valami, valaki, semmi, senki stb.), melléknevek (pl. sok, kevés, néhány, valahány, valamilyen, semmilyen stb.), határozószók (pl. nagyon, kicsit, kevésbé, annyira, ennyire, valamennyire, semennyire stb.) és főnevek (pl. sokaság, többség, tucat stb.) is.
A kvantor tehát egy szemantikai (jelentéstani) gyűjtőfogalom, amelynek a gyakorlatban van jelentősége, nem pedig egy konkrétan meghatározható alaktani kategória.